# 양감중학교
양감중학교(楊甘中學校)는 대한민국 경기도 화성시 양감면 신왕리에 있는 공립 중학교이다.

## 학교 연혁
- 1933년 1월 19일 : 양감공립 보통학교 인가
- 1933년 3월 25일 : 제1회 졸업
- 1983년 7월 27일 : 발안중학교 양감분교 개교
- 2001년 9월 1일 : 양감중학교 승격, 제1대 임재문 교장 취임
- 2023년 3월 1일 : 민병서 교장 취임
- 2024년 1월 5일 : 양감중학교 제23회 졸업(누계 1,509명)
- 2024년 3월 1일 : 일반학급 3학급 편성
- 2024년 3월 4일 : 입학(1학년 15명)

## 참고 자료
- 양감중학교 - 한국교육학술정보원 학교알리미